# Pont Kwango
Pour les articles homonymes, voir Kwango.
Pont-Kwango ou Kwango est une localité du territoire de Kenge dans la province du Kwango en République démocratique du Congo.

## Géographie
La localité est située sur la rive gauche de la rivière Kwango et sur la route nationale 1 à 75 km à l'ouest du chef-lieu provincial Kenge.

## Administration
La localité est située dans le Secteur de Bukanga-Lonzo.

## Société
La localité est le siège de la paroisse catholique Sainte-Cécile de Pont Kwango fondée en 1993, elle est rattachée à la doyenné de Lonzo du diocèse de Kenge.